# Paragon
A Paragon német heavy/power metal együttes. 1990-ben alakultak meg Hamburgban. Pályafutásuk alatt 11 nagylemezt, egy demót és két EP-t dobtak piacra. Lemezeiket a Napalm Records, Massacre Records, Remedy Records kiadók jelentették meg.

## Tagok
- Andreas Babuschkin - éneklés (1997–)
- Jan Bertram - gitár, háttér-éneklés (2012–)
- Martin Christian - gitár, háttér-éneklés (1990–)
- Jan Bünning - basszusgitár, háttér-éneklés (1996–2007, 2009–)
- Sören Teckenburg - dobok (2014–)

## Diszkográfia
- Worlds of Sin (1995)
- The Final Command (1998)
- Chalice of Steel (1999)
- Steelbound (2001)
- Law of the Blade (2002)
- The Dark Legacy (2003)
- Revenge (2005)
- Forgotten Prophecies (2007)
- Screenslaves (2008)
- Force of Destruction (2012)
- Hell Beyond Hell (2016)
- Controlled Demolition (2019)

## Egyéb kiadványok
- 2000 Promo CD (2000, demó)
- Into the Black (1994, EP)
- Larger than Life (2008, EP)